# 1169
1169 (MCLXIX) var ett normalår som började en onsdag i den julianska kalendern.

## Händelser

### Okänt datum
- Enligt en novgorodsk källa lider en svensk krigsexpedition nederlag i österled. I svenska källor är expeditionen okänd.
- Den engelska erövringen av Irland inleds i form av normandernas invasion av Irland.
- Kiev plundras.
- Rügen intas av Absalon Hvide och Valdemar den store.

## Avlidna
- Mstislav II av Novgorod.
- Isak av Stella, munk.